# رادون، بلاروس
رادون (به لاتین: Radun) یک منطقهٔ مسکونی در بلاروس است که در منطقه گرودنو واقع شده‌است. رادون ۲٬۳۳۵ نفر جمعیت دارد و ۱۶۵ متر بالاتر از سطح دریا واقع شده‌است.